# Sân bay Queenstown
Sân bay Queenstown (mã sân bay IATA: ZQN, mã sân bay ICAO: NZQN) là một sân bay quốc tế tọa lạc ở Frankton, Otago, phục vụ Queenstown, New Zealand. Sân bay cách trung tâm thành phố km. Sân bay Queenstown có 2 đường băng bề mặt asphalt dài 1777 mét và cỏ dài 720 mét. Đây là sân bay lớn thứ nhì bà bận rộn thứ nhì Đảo Nam, sau sân bay quốc tế Christchurch và lớn hơn sân bay quốc tế Dunedin. Trong năm kết thúc tháng 6 năm 2011, sân bay này phục vụ 924.248 lượt khách.

## Hãng hàng không và tuyến bay

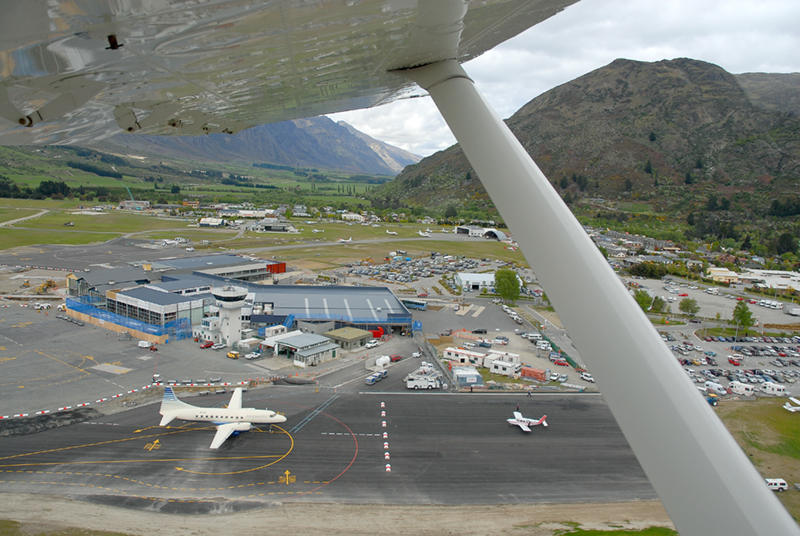
Sân bay Queenstown nhìn từ máy bay của Glenorchy Air

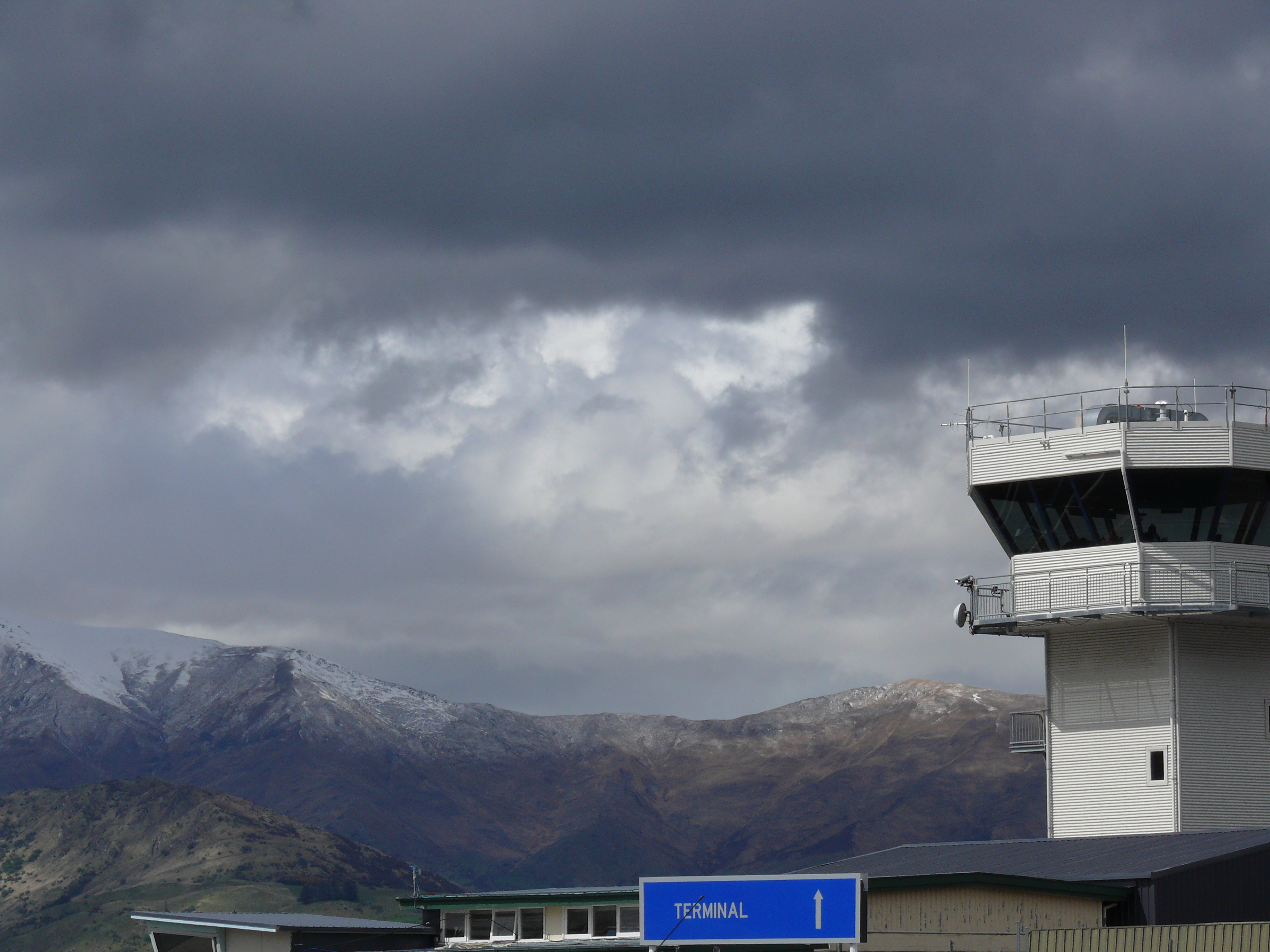
Đài không lưu sân bay Queenstown

| Hãng hàng không                                | Các điểm đến                                                | Loại    |
| ---------------------------------------------- | ----------------------------------------------------------- | ------- |
| Air New Zealand                                | Auckland, Christchurch, Wellington                          | Nội địa |
| Air New Zealand                                | Sydney Theo mùa: Melbourne, Brisbane                        | Quốc tế |
| Air New Zealand operated by Mount Cook Airline | Christchurch, Rotorua, Wellington                           | Nội địa |
| Jetstar                                        | Auckland, Christchurch, Wellington [từ 22/12/2011]          | Nội địa |
| Jetstar                                        | Gold Coast từ 8/11/2011], Melbourne, Sydney [từ 23/12/2011] | Quốc tế |
| Qantas                                         | Sydney Theo mùa: Brisbane, Melbourne                        | Quốc tế |
| Virgin Australia vận hành bởi Pacific Blue     | Sydney Theo mùa: Brisbane                                   | Quốc tế |